# Szermierka na Igrzyskach Azjatyckich 1998
Szermierka na Igrzyskach Azjatyckich 1998 – jedna z dyscyplin rozgrywana podczas XIII Igrzysk Azjatyckich w stolicy Tajlandii, Bangkoku. Zawody odbyły się w dniach 9-18 grudnia 1998 w hali sportowej Uniwersytetu Thammasat. 

## Medaliści

### Mężczyźni
| Złoto                                                                           | Srebro                                                                                | Brąz                                                                                      | Źródło |
| Floret                                                                          | Floret                                                                                | Floret                                                                                    |        |
| ------------------------------------------------------------------------------- | ------------------------------------------------------------------------------------- | ----------------------------------------------------------------------------------------- | ------ |
| Wang Haibin                                                                     | Kim Young-ho                                                                          | You Bong-hyung                                                                            | [ 1 ]  |
| Chiny · Dong Zhaozhi · Lin Liang · Liu Yuntao · Wang Haibin                     | Japonia · Yūsuke Aoki · Hiroki Fujii · Hiroki Ichigatani · Naoto Okazaki              | Korea Południowa · Kim Seung-pyo · Kim Woon-sung · Kim Young-ho · You Bong-hyung          | [ 2 ]  |
| Szpada                                                                          |                                                                                       |                                                                                           |        |
| Yang Noe-seong                                                                  | Lee Sang-ki                                                                           | Zhao Gang                                                                                 | [ 3 ]  |
| Korea Południowa · Choi Yong-chul · Lee Sang-ki · Lee Sang-yup · Yang Noe-seong | Kazachstan · Aleksandr Aksienow · Dmitrij Dimow · Aleksiej Piscow · Siergiej Szabalin | Chiny · Dong Zhaozhi · Wang Qibing · Xiao Jian · Zhao Gang                                | [ 4 ]  |
| Szabla                                                                          |                                                                                       |                                                                                           |        |
| Guo Rong                                                                        | Ko Young-tae                                                                          | Zhang Lin                                                                                 | [ 5 ]  |
| Korea Południowa · Kim Doo-hong · Ko Young-tae · Lee Hyun-soo · Seo Seong-jun   | Chiny · Guo Rong · Liu Yuntao · Yan Weidong · Zhang Lin                               | Iran · Pejman Fachri · Mohammad Mirmohammadi · Amir Mahiman Rahimi · Abbas Szejkholeslami | [ 6 ]  |

### Kobiety
| Złoto                                                                       | Srebro                                                                       | Brąz                                                                   | Źródło |
| Floret                                                                      | Floret                                                                       | Floret                                                                 |        |
| --------------------------------------------------------------------------- | ---------------------------------------------------------------------------- | ---------------------------------------------------------------------- | ------ |
| Xiao Aihua                                                                  | Lim Mi-kyung                                                                 | Du Yunjie                                                              | [ 7 ]  |
| Korea Południowa · Chun Mi-kyung · Lim Mi-kyung · Kim Dong-im · Lee Tae-hee | Chiny · Du Yunjie · Huang Minna · Wang Huifeng · Xiao Aihua                  | Japonia · Yuko Arai · Masako Kobayashi · Chieko Okada · Miwako Shimada | [ 8 ]  |
| Szpada                                                                      |                                                                              |                                                                        |        |
| Ko Jung-sun                                                                 | Shen Weiwei                                                                  | Yang Shaoqi                                                            | [ 9 ]  |
| Chiny · Liang Qin · Liang Shuxian · Shen Weiwei · Yang Shaoqi               | Korea Południowa · Kim Kyung-ja · Ko Jung-sun · Lee Keum-nam · Lee Myung-hee | Japonia · Yuko Arai · Toshi Obata · Chieko Okada · Remi Shozui         | [ 10 ] |

## Tabela medalowa
| Pozycja | Reprezentacja    | Złoto | Srebro | Brąz | Razem |
| ------- | ---------------- | ----- | ------ | ---- | ----- |
| 1.      | Korea Południowa | 5     | 5      | 2    | 12    |
| 2.      | Chiny            | 5     | 3      | 5    | 13    |
| 3.      | Japonia          | 0     | 1      | 2    | 3     |
| 4.      | Kazachstan       | 0     | 1      | 0    | 1     |
| 5.      | Iran             | 0     | 0      | 1    | 1     |
| Razem   | Razem            | 10    | 10     | 10   | 30    |